# Fratello maggiore
Fratello maggiore è un programma televisivo di genere coach show in onda su Italia 1, condotto da Clemente Russo, per una puntata il 21 marzo 2012.

## Il programma
Fratello maggiore è un programma televisivo andato in onda mercoledì 21 marzo 2012 in prima serata, su Italia 1. Il programma è tra i primi coach show realizzati in Italia. Racconta due storie di ragazzi difficili, giovani ribelli che hanno un pessimo rapporto con i genitori e che potrebbero superare il limite del lecito.
Clemente Russo li aiuterà attraverso la disciplina, il rigore dello sport, il senso del lavoro e della fatica a dare una svolta alla loro vita. Al suo fianco la psicologa Alessandra Cirulli, psicoterapeuta di Milano che ha lavorato con adolescenti affetti da gravi disagi. A lei spetterà il compito più delicato di far emergere attraverso il dialogo familiare i blocchi e le motivazioni più profonde a causa dell'incomunicabilità familiare.

## Storie

### Prima storia
La prima storia è quella di Fabrizio, 18 anni, che vive a Cuneo con la famiglia. È un ragazzo problematico, si sente tradito dalla madre perché si è risposata, non riconosce l'autorità del patrigno e ha un pessimo rapporto con il fratello minore, nato dalla seconda relazione della mamma.

### Seconda storia
La seconda storia ha come protagonista Rebecca, 19 anni, di Meda in provincia di Monza e Brianza, i genitori si sono separati quando aveva cinque anni. È una ragazza ribelle, in perenne conflitto con la madre, crede solo nei soldi e nell'apparire e vorrebbe entrare nel mondo dello spettacolo con facili scorciatoie, senza studiare. Si fa foto trasgressive, le pubblica su internet, e di notte fa la cubista.

## Ascolti
| Puntata | Messa in onda | Telespettatori | Share |
| ------- | ------------- | -------------- | ----- |
| 0       | 21 marzo 2012 | 2.281.000      | 8,69% |